# 6844 Shpak
A 6844 Shpak (ideiglenes jelöléssel 1975 VR5) a Naprendszer kisbolygóövében található aszteroida. Tamara Mikhaylovna Smirnova fedezte fel 1975. november 3-án.